# Velha Surda
A Velha Surda (Bizantina Scatamacchia Pinto) é uma personagem cômica do rádio e da televisão do Brasil, protagonista de um quadro célebre da Praça da Alegria, A Praça É Nossa e outros programas de humor. Criado e interpretado por Roni Rios até 2001, o quadro é baseado nas incompreensões e entendimentos equivocados na interação da Velha Surda com seu amigo Apolônio (Viana Junior).

## Caracterização e rotina
Apresentando-se como Bizantina Scatamacchia Pinto, a Velha Surda é caracterizada com grosso casaco de lã (marrom em A Praça É Nossa, preto nos programas anteriores), longa saia preta, cabelos grisalhos, óculos, maquiagem exagerada e um guarda-chuva frequentemente usado para orientação e como arma. Enquanto Apolônio lê seu jornal no banco da praça, Dona Bizantina se aproxima lentamente, cantando "Ó Querido Clementino", senta-se no banco e surpreende-se ao encontrar seu velho conhecido Apolônio. Bizantina puxa assunto com Apolônio, mas, por deficiência auditiva de Bizantina, suas palavras são interpretadas incorretamente.

## Histórico de exibição
O quadro foi apresentado pela primeira vez na versão original do programa Praça da Alegria, na TV Paulista, no início da década de 1960. Manuel de Nóbrega desenvolveu originalmente um homem surdo, mas, nos ensaios, Roni Rios sugeriu fazer uma personagem mulher; ele desenvolveu a voz em falsete e a caracterização de Dona Bizantina. No início, a Velha Surda interagia com o próprio Nóbrega, até a entrada de Viana Junior no papel de Apolônio.
A Velha Surda acompanhou a Praça da Alegria na TV Record (1964-1971) e na remontagem do programa na TV Globo (1977-1978). Com o cancelamento da Praça da Alegria, o quadro se tornou atração do humorístico Apertura, da TV Tupi, até a falência da emissora, em 1980; no ano seguinte, a TVS (atual SBT) remontou o programa com o título Reapertura, aproveitando a Velha Surda e outros personagens.
Em 1987, Carlos Alberto de Nóbrega lançou na TV Bandeirantes a Praça Brasil, recriando o formato da Praça da Alegria e incluindo o quadro da Velha Surda. Depois de cinco episódios, Nóbrega levou o formato para o SBT, com o título A Praça É Nossa e mantendo a Velha Surda como uma das principais atrações. Viana Junior, como Apolônio, a acompanhou; em edições especiais, a Velha Surda dividia o banco da praça com celebridades como Jair Rodrigues, Angélica e Sidney Magal.
A Velha Surda se manteve como atração regular em A Praça É Nossa até a morte de Roni Rios, em 2001. Em seguida, o quadro entrou em longo hiato; Viana Junior morreu em 2010. Em 11 de abril de 2014, Carlos Alberto de Nóbrega chegou a anunciar, no programa Mulheres da TV Gazeta, a volta da Velha Surda a A Praça É Nossa, interpretado por Ronaldo Ciambroni. Porém, em entrevista a Danilo Gentili no The Noite em 5 de maio de 2014, Nóbrega declarou que a personagem não seria revivida porque nenhum outro comediante poderia ser comparado com Roni Rios.

## Legado e homenagens
Mesmo depois de longo período fora do ar, o quadro da Velha Surda continuou sendo um dos mais bem lembrados de A Praça É Nossa e marcou as carreiras de Roni Rios e Viana Junior. Em 1995 o programa Casseta & Planeta Urgente apresentou uma velhinha (interpretada por Reinaldo) que, ao estilo de Dona Bizantina, "interagia" com uma entrevista de Fernando Collor. Em 2014 durante Tentrevista de Carlos Alberto de Nóbrega no The Noite, Diguinho Coruja imitou a Velha Surda. 
O Tá no Ar, da TV Globo, homenageou a Velha Surda duas vezes. Em esquete exibido em 8 de Abril de 2015, Danton Mello, sentado num banco de praça, é encontrado por Dona Bizantina (Marcius Melhem) e chamado de "Apolônio". A menção a uma personagem emblemática de uma emissora concorrente surpreendeu o público. No encerramento da temporada de 2016 de Tá no Ar, em 5 de abril, Melhem repete a personagem, contracenando no banco da praça com o próprio Carlos Alberto de Nóbrega, numa exceção à política do programa de não convidar artistas de outras emissoras.
Em 2018, o apresentador Rodrigo Faro apareceu no humorístico "A Praça é Nossa" caracterizado como a Velha Surda, interagindo com Carlos Alberto de Nóbrega e prestando uma homenagem à Rony Rios, o intérprete intérprete personagem.
Em 25 de maio de 2025, o humorista Ed Gama surpreendeu todos ao aparecer fantasiado e interagindo como a Velha Surda no palco do programa Domingão com Huck durante uma homenagem a Carlos Alberto de Nóbrega.